# نهنگ بینی‌بطری شمالی

نهنگ بینی‌بطری شمالی یا نهنگ پوزه‌بطری شمالی (نام علمی: Hyperoodon ampullatus)، یکی از دو عضو سرده نهنگ بینی‌بطری از خانواده نوک‌نهنگان است که در شمال اقیانوس اطلس زندگی می‌کند. این گونه در قرن‌های ۱۹ و ۲۰ میلادی از سوی شکارچیان انگلیسی و نروژ بسیار شکار می‌شد.

## ویژگی‌ها
نهنگ بینی‌بطری شمالی بزرگ و چاق است و در هنگام بلوغ طولی نزدیک به ۹٫۸ متر پیدا می‌کند. بخش ملون در سر این گونه شکلی به شدت گرد و شبیه به توپ دارد. نوک دراز و سفید در نرها و خاکستری در ماده‌ها است. باله پشتی کوچک است و اندازه‌ای برابر ۳۸-۳۰ سانتی‌متر دارد و در میانه بخش عقبی بدن قرار دارد. شکل آن داس‌مانند است و اغلب در انتها تیز به نظر می‌آید. رنگ بدن در بخش‌های بالایی خاکستری میانه تا تاریک است و در بخش‌های زیرین روشن‌تر می‌شود. وزن این گونه میان ۵٫۸ تا ۷٫۵ تن است.

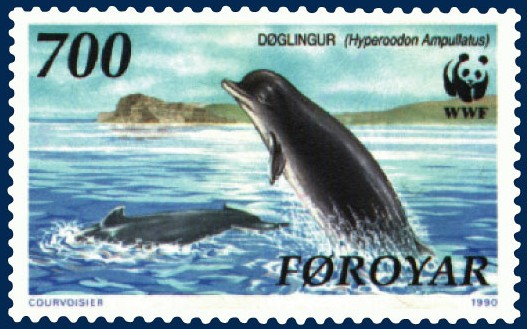
تمبری منتشر شده در جزایر فارو با تصویر نهنگ بینی‌بطری شمالی

## تغذیه
منبع اصلی غذایی این آبزیان ماهی و ماهی مرکب است، اگرچه از شاه‌ماهی و سپیداج و ستاره دریایی و دیگر آبزیان نیز به عنوان مکمل غذایی بهره می‌گیرد.

## گستره و جمعیت
نهنگ بینی‌بطری شمالی بومی اقیانوس اطلس شمالی است و در آب‌های خنک و قطبی چون تنگه دیویس، دریای لابرادور، دریای گرینلند، دریای بارنتز یافت می‌شود. جمعیت این گونه در آب‌های نووا اسکوشیا در پایان قرن بیستم ۱۳۰ عدد تخمین زده شد.
در سال ۲۰۰۶ میلادی، نهنگی از این نوع در رودخانه تیمز شهر لندن، انگلستان، وارد شد. این نهنگ چندی بعد در حالی که کنشگران محیط زیست در تلاش برای کمک به آن بودند، مرد. اسکلت این نهنگ اکنون در موزه تاریخ طبیعی لندن نگهداری می‌شود.